# ホルスト・エッケル
ホルスト・エッケル（Horst Eckel, 1932年2月8日 - 2021年12月3日）は、ドイツ出身の元サッカー選手。選手時代のポジションはミッドフィールダー。

## 経歴
西ドイツ代表として1954年のFIFAワールドカップ・スイス大会優勝に貢献した中心選手の一人。1952年から1958年の間に国際Aマッチ32試合に出場した。所属クラブの1.FCカイザースラウテルンでは当初はFWを務めていたが、当時の西ドイツ代表監督のゼップ・ヘルベルガーの勧めもあってWMシステムのライトハーフ（現在の守備的MF）へ転向。豊富な運動量と屈強な体躯を生かし、スイス大会の全6試合に出場。インサイドフォワード（現在の攻撃的MF）に位置するエースのフリッツ・ヴァルターの負担を軽減する大きな役割を果たした。
現役引退後は工具製造業を務めていたが、再教育を受け中学校教師となり定年までこの職を務めた。その後2003年に公開されたゼーンケ・ヴォルトマン監督の映画「ベルンの奇蹟」のアドバイザーを務めた。